# Министерство здравоохранения Республики Татарстан
Министерство здравоохранения Республики Татарстан — орган государственной власти Республики Татарстан.
Подчиняется Раису РТ, Кабинету министров РТ и одноимённому министерству РФ.

## История
Образовано 28 сентября 1920 года постановлением Центрального исполнительного комитета Татарской АССР и находилось в подчинении ЦИК Татарской АССР (до 1938 года), Совета Народных Комиссаров Татарской АССР (с 1946 года — Совета Министров Татарской АССР, с 1991 года — Кабинета Министров РТ) и одноимённому народному комиссариату РСФСР (с 1946 года — одноимённому министерству РСФСР, с 1992 года — РФ).
Официальные названия
- Народный комиссариат здравоохранения Татарской АССР (1920—1946)
- Министерство здравоохранения Татарской АССР (1946—1990)
- Министерство здравоохранения Татарской ССР (1990—1992)
- Министерство здравоохранения Республики Татарстан (с 1992)

## Министры
Источник: .
- Мухтаров, Кашаф Гильфанович (1920—1921)
- Гайнутдинов, Шамсутдин Гайнутдинович (1921)
- Стацинский, Казимир Михайлович[тат.] (1921—1922)
- Мухамедьяров, Фатых Гарифович (1922—1927)
- Еналеев, Сулейман Бикмухаметович (1927—1929)
- Магдеев, Каюм Хайруллович (1929—1930)
- Муратов, Салих Хафизович (1930—1931)
- Курбангалеев, Салих Мухутдинович (1931—1934)
- Беганский, Измаил Ибрагимович (1935—1937)
- Кабиров, Багаутдин Гайнутдинович (1937—1938)
- Бисеров, Ахмет Мухаметжанович (1938)
- Гинзбург, Борис Соломонович (1938—1940)
- Латыпов, Хусаин Насибуллович (1940—1942)
- Прокушев, Владимир Ионович (1942—1950)
- Абрамов, Николай Александрович (1950—1952)
- Тихонов, Георгий Фёдорович (1952—1954)
- Грачёв, Михаил Иванович (1954—1959)
- Ярмухаметова, Раиса Юнусовна (1959—1964)
- Мухутдинов, Иршат Закирович (1964—1984)
- Кириллов, Валерий Константинович (1984—1986)
- Царегородцев, Александр Дмитриевич (1986—1988)
- Хабриев, Рамил Усманович (1988—1994)
- Зыятдинов, Камиль Шагарович (1994—2007)
- Фаррахов, Айрат Закиевич (2007—2013)
- Вафин, Адель Юнусович[тат.] (2013—2018)
- Садыков, Марат Наилевич[тат.] (2018—2023)
- Миннуллин, Марсель Мансурович[тат.] (2023 — н. в.)

## Адрес
Первые годы своего существования располагалось в доме Бахмана на Поперечно-Воскресенской улице, затем — в Кремле. В 2005—2023 годах было расположено в здании бывшей Клячкинской больницы (улица Островского, 11/6). В 2023 году оно было передано татарстанскому отделению «Движения первых», а штаб-квартира министерства здравоохранения переехала в здание по улице Бутлерова, которое долгое время занимал казанский ГИдУВ.

### Комментарии
1. ↑  до 1946 года — народные комиссары, в 1985-1991 годах — председатели Агропромышленного комитета